# Täter Helfer Trittbrettfahrer

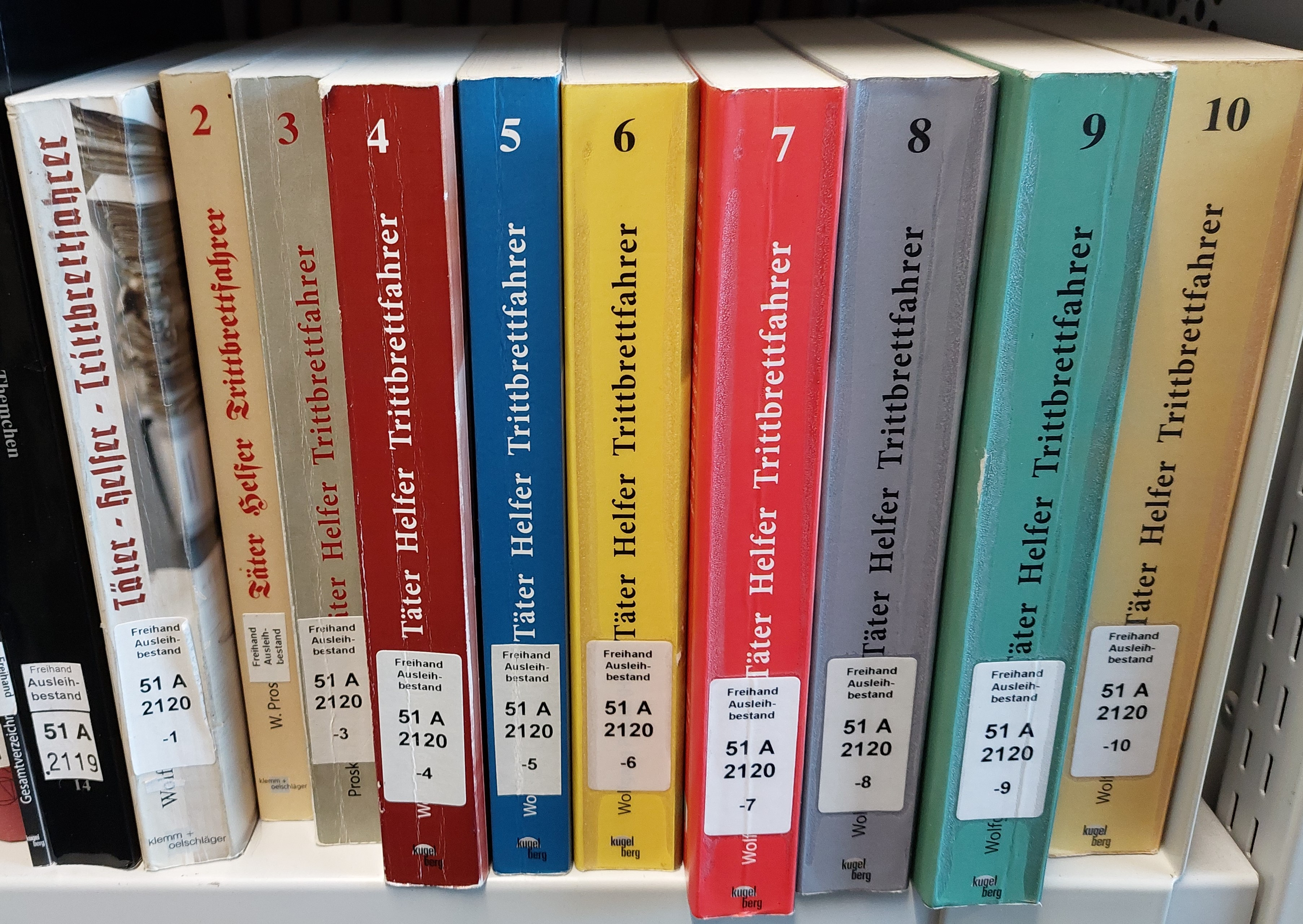
Bände 1 bis 10

Täter Helfer Trittbrettfahrer ist eine Buchreihe, die seit 2010 von Wolfgang Proske herausgegeben wird. Die ursprünglich 10-bändig konzipierte Reihe soll bei Fertigstellung 20 Werke umfassen. Seit 2014 werden die Bände in dem von Proske gegründeten „Kugelberg Verlag – Verlag für historische Sozialforschung“ veröffentlicht.  Die Reihe ist ein Bestandteil der Anne-Frank-Shoah-Bibliothek.
Jeder Band hat einen regionalen Schwerpunkt und enthält zwischen 20 und 25 Biografien auf dem Feld der NS-Forschung. Die bislang 237 enthaltenen Biografien behandeln Personen, die aus dem Gebiet des heutigen Baden-Württemberg bzw. Bayern stammten oder während des Dritten Reichs dort aktiv waren. Die Auswahl der Porträtierten wird anhand eines von Proske entwickelten, dreigliedrigen Klassifizierungsschemas, einer sogenannten Skala der NS-Belastung, getroffen. Jeder Band ist mit einem Abkürzungsverzeichnis, einem Bildverzeichnis, einem Autorenverzeichnis, einem Personenregister und einem Ortsregister ausgestattet. Im Sommer 2019 erschien ein zusätzliches Gesamtregister. Mehr als 200 Autorinnen und Autoren werden sich an dem Projekt beteiligen.
Der Herausgeber dieser Buchreihe, Proske, wurde im Oktober 2019 mit dem ersten Rahel-Straus-Preis für nachhaltige Projekte der Erinnerungskultur in Baden-Württemberg ausgezeichnet, der von der Landesarbeitsgemeinschaft des bundesweit aktiven Vereins Gegen Vergessen – Für Demokratie  vergeben wird.

## Bändeübersicht
| Band | Jahr | Titel                                                      | Verlag                        | Auflage                                  | ISBN                   |  |
| ---- | ---- | ---------------------------------------------------------- | ----------------------------- | ---------------------------------------- | ---------------------- |  |
| 1    | 2010 | NS-Belastete von der Ostalb                                | Klemm+Oelschläger, Ulm        | 1. Auflage                               | ISBN 978-3-945893-05-0 |  |
| 1    | 2016 | NS-Belastete von der Ostalb                                | Kugelberg Verlag, Gerstetten  | 2. durchgesehene Auflage (Lizenzausgabe) | ISBN 978-3-945893-05-0 |  |
| 2    | 2013 | NS-Belastete aus dem Raum Ulm, Neu-Ulm                     | Klemm+Oelschläger, Ulm        | 1. Auflage                               | ISBN 978-3-86281-062-8 |  |
| 3    | 2014 | NS-Belastete aus dem östlichen Württemberg                 | Klemm+Oelschläger, Ulm        | 1. Auflage                               | ISBN 978-3-922589-38-9 |  |
| 3    | 2014 | NS-Belastete aus dem östlichen Württemberg                 | Der Freiheitsbaum, Reutlingen | 2. durchgesehene Auflage                 | ISBN 978-3-922589-37-2 |  |
| 3    | 2017 | NS-Belastete aus dem östlichen Württemberg                 | Kugelberg Verlag, Gerstetten  | 3. Auflage                               | ISBN 978-3-945893-02-9 |  |
| 4    | 2015 | NS-Belastete aus Oberschwaben                              | Kugelberg Verlag, Gerstetten  | 2. durchgesehene Auflage                 | ISBN 978-3-945893-00-5 |  |
| 5    | 2016 | NS-Belastete aus dem Bodenseeraum                          | Kugelberg Verlag, Gerstetten  | 2. Auflage                               | ISBN 978-3-945893-04-3 |  |
| 6    | 2017 | NS-Belastete aus Südbaden                                  | Kugelberg Verlag, Gerstetten  | 2. Auflage                               | ISBN 978-3-945893-06-7 |  |
| 7    | 2017 | NS-Belastete aus Nordbaden + Nordschwarzwald               | Kugelberg Verlag, Gerstetten  | 1. Auflage                               | ISBN 978-3-945893-08-1 |  |
| 8    | 2018 | NS-Belastete aus dem Norden des heutigen Baden-Württemberg | Kugelberg Verlag, Gerstetten  | 1. Auflage                               | ISBN 978-3-945893-09-8 |  |
| 9    | 2018 | NS-Belastete aus dem Süden des heutigen Baden-Württemberg  | Kugelberg Verlag, Gerstetten  | 1. Auflage                               | ISBN 978-3-945893-10-4 |  |
| 10   | 2019 | NS-Belastete aus der Region Stuttgart                      | Kugelberg Verlag, Gerstetten  | 1. Auflage                               | ISBN 978-3-945893-11-1 |  |
|      | 2019 | Gesamtverzeichnis Baden-Württemberg Bd. 1–10               | Kugelberg Verlag, Gerstetten  | 1. Auflage                               | ISBN 978-3-945893-13-5 |  |
| 11   | 2021 | NS-Belastete aus Nordschwaben (+ Neuburg)                  | Kugelberg Verlag, Gerstetten  | 2. durchgesehene Auflage                 | ISBN 978-3-945893-18-0 |  |
| 12   | 2021 | NS-Belastete aus dem Allgäu                                | Kugelberg Verlag, Gerstetten  | 2. korrigierte Auflage                   | ISBN 978-3-945893-20-3 |  |
| 13   | 2022 | NS-Belastete aus Niederbayern                              | Kugelberg Verlag, Gerstetten  | 2. durchgesehene Auflage                 | ISBN 978-3-945893-21-0 |  |
| 14   | 2022 | NS-Belastete aus der Oberpfalz                             | Kugelberg Verlag, Gerstetten  | 2. durchgesehene Auflage                 | ISBN 978-3-945893-23-4 |  |
| 15   | 2023 | NS-Belastete aus Mittelfranken (+ Eichstätt)               | Kugelberg Verlag, Gerstetten  | 1. Auflage                               | ISBN 978-3-945893-22-7 |  |
| 16   | 2023 | NS-Belastete aus München                                   | Kugelberg Verlag, Gerstetten  | 1. Auflage                               | ISBN 978-3-945893-24-1 |  |
| 17   | 2024 | NS-Belastete aus Oberbayern (Nord)                         | Kugelberg Verlag, Gerstetten  | 1. Auflage                               | ISBN 978-3-945893-25-8 |  |
| 18   | 2024 | NS-Belastete aus Oberbayern (Süd)                          | Kugelberg Verlag, Gerstetten  | 1. Auflage                               | ISBN 978-3-945893-26-5 |  |
| 19   | 2025 | NS-Belastete aus Unterfranken                              | Kugelberg Verlag, Gerstetten  | 1. Auflage                               | ISBN 978-3-945893-27-2 |  |
| 20   | 2025 | NS-Belastete aus Oberfranken                               | Kugelberg Verlag, Gerstetten  | 1. Auflage                               | ISBN 978-3-945893-28-9 |  |

## Lexika zu den zu den Kreisleitern der NSDAP in Baden-Württemberg und Bayern
Im Rahmen der Buchreihe erschien jeweils auch ein Lexikon mit Kurzbiographien zu den Kreisleitern der NSDAP in Baden-Württemberg bzw. Bayern.
| Jahr | Titel | Verlag                       | Auflage                | ISBN                   |  |
| ---- | --- | ---------------------------- | ---------------------- | ---------------------- |  |
| 2024 | Lexikon der kleinen Hitler! Die NS-Kreisleiter in Baden, Württemberg-Hohenzollern und im besetzten Elsass, ca. 1928–1945 | Kugelberg Verlag, Gerstetten | 1. Auflage             | ISBN 978-3-945893-29-6 |  |
| 2024 | Kleine Herrgötter! Die Kreisleiter der Nazis in Bayern                                                                   | Kugelberg Verlag, Gerstetten | 7. verbesserte Auflage | ISBN 978-3-945893-19-7 |  |

## Weblink
- Verlagsseite mit online Verzeichnissen